# Seznam poljskih dirigentov
Seznam poljskih dirigentov.

## B
- Stanisław Barcewicz
- Michał Marian Biernacki
- Szymon Bywalec

## C
- Krzysztof Czerwiński
- Henryk Czyż

## F
- Grzegorz Fitelberg

## K
- Mieczysław Karłowicz
- Jacek Kaspszyk
- Waldemar Kazanecki
- Paul Kletzki
- Raoul Koczalski
- Adam Kopyciński
- Witold Krzemieński
- Jan Krenz

## L
- Witold Lutosławski

## M
- Jan Adam Maklakiewicz
- Andrzej Markowski
- Henryk Melcer-Szczawiński
- Stanisław Moniuszko

## N
- Zygmunt Noskowski

## P
- Zbigniew Paleta
- Krzysztof Penderecki

## R
- Artur Rodziński (1892-1958)
- Ludomir Różycki

## S
- Carl Schuricht
- Janusz Siadlak
- Stanisław Skrowaczewski
- Leopold Stokowski (1882 – 1977)

## W
- Kazimierz Wiłkomirski
- Antoni Wit
- Bohdan Wodiczko

## Z
- Aleksander Zarzycki
- Ryszard Zimak
- Krystian Zimerman